# تومي ديفيس (لاعب كرة قدم أمريكية)
تومي ديفيس (بالإنجليزية: Tommy Davis)‏ هو لاعب كرة قدم أمريكية أمريكي، ولد في 13 أكتوبر 1934 في شريفبورت في الولايات المتحدة، وتوفي في 4 أبريل 1987 في ميلبراي في الولايات المتحدة.

## وصلات خارجية
- تومي ديفيس على موقع مرجع كرة القدم المحترفة.كوم (الإنجليزية)